# Trichothurgus osmioides
Trichothurgus osmioides är en biart som först beskrevs av Heinrich Friese 1910.  Trichothurgus osmioides ingår i släktet Trichothurgus och familjen buksamlarbin. Inga underarter finns listade i Catalogue of Life.